# Provinciale weg 865
De provinciale weg 865 (N865) is een provinciale weg in de provincie Groningen. De weg verbindt de N360 bij Ten Post met de N387 ter hoogte van Schildwolde.
De weg is uitgevoerd als tweestrooks-gebiedsontsluitingsweg met een maximumsnelheid van 80 km/h. In de gemeente Groningen heet de weg Rijksweg en Woldjerweg, in de gemeente Midden-Groningen heet de weg Meenteweg. De brug over het Eemskanaal heet Bloemhofbrug, naar het voormalige klooster Bloemhof in Wittewierum. De N865 loopt in Wittewierum vlak langs de plek waar dit klooster tot in de 16 eeuw heeft gelegen.

## Geschiedenis
Oorspronkelijk was het gedeelte ten zuiden van Ten Post, dat heden ten dage nog altijd de straatnaam Rijksweg draagt, een rijksweg. Vanaf het Rijkswegenplan 1932 onderdeel van rijksweg 41. Dit nummer zou de weg tot het rijkswegenplan 1958 behouden. Toen rijksweg 41 met de provincie Groningen werd geruild tegen de N46 in 1979 bleef de weg in beheer bij Rijkswaterstaat, en was tot 1992 genummerd als rijksweg 865. In het kader van de Wet herverdeling wegenbeheer werd dit wegvak per 1 januari 1993 overgedragen aan de provincie Groningen.

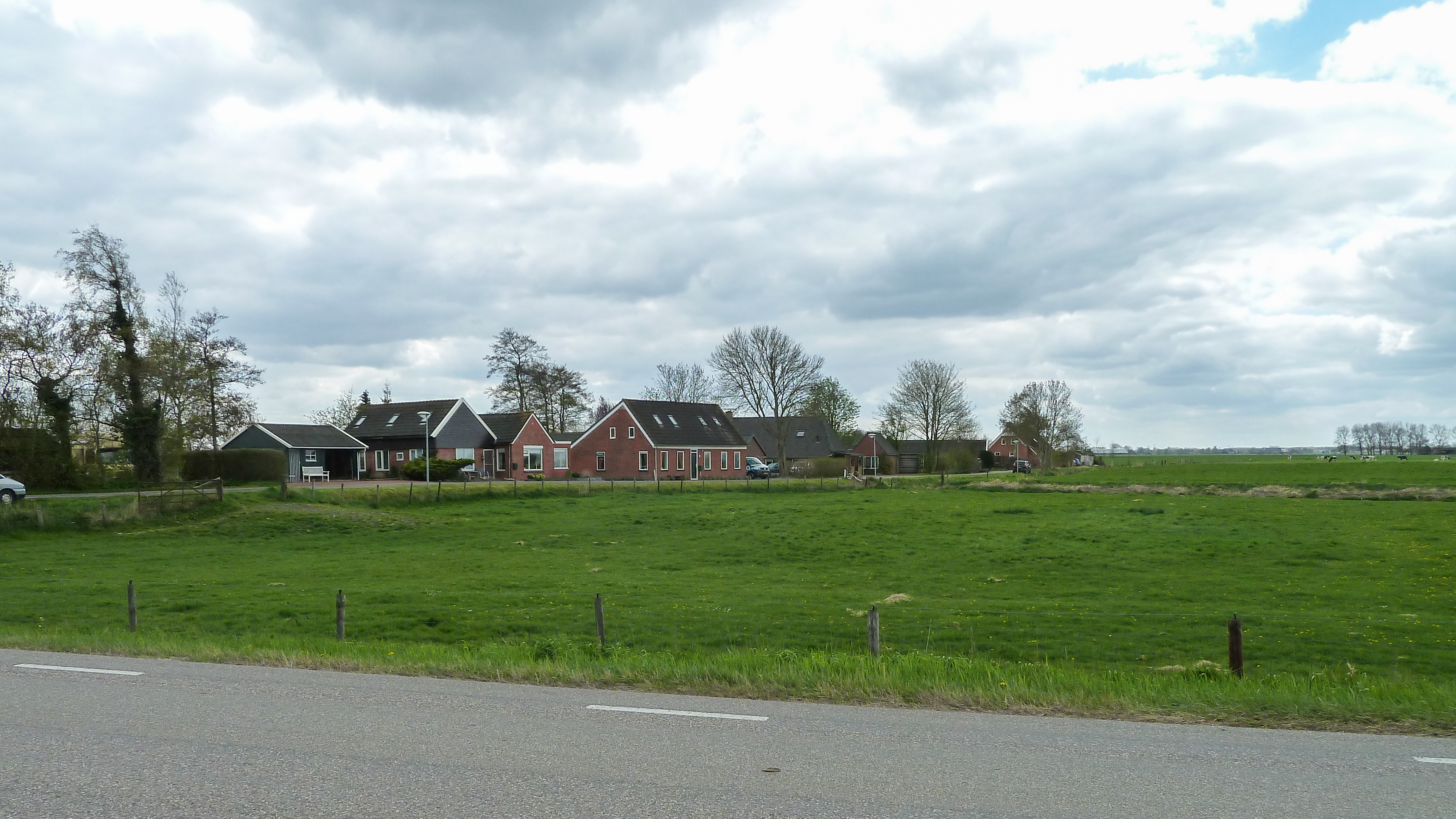
Zicht vanaf de N865 op de Kloosterlaan te Wittewierum, die overigens in de richting van het voormalige klooster loopt.

N34 · N46 · N351 · N353 · N354 · N355 · N356 · N357 · N358 · N359 · N360 · N361 · N362 · N363 · N364 · N365 · N366 · N367 · N368 · N369 · N370 · N371 · N372 · N373 · N374 · N375 · N376 · N377 · N378 · N379 · N380 · N381 · N382 · N383 · N384 · N385 · N386 · N387 · N388 · N390 · N391 · N392 · N393 · N398

N851 · N852 · N853 · N854 · N855 · N856 · N857 · N858 · N860 · N861 · N862 · N863 · N865 · N910 · N913 · N917 · N918 · N919 · N924 · N927 · N928 · N962 · N963 · N964 · N966 · N967 · N969 · N972 · N973 · N974 · N975 · N976 · N977 · N978 · N979 · N980 · N981 · N982 · N983 · N984 · N985 · N986 · N987 · N988 · N989 · N990 · N991 · N992 · N993 · N994 · N995 · N996 · N997 · N998 · N999

Cursief vermelde wegen zijn voormalige provinciale wegen.